# Tlamixtlahuacan
Tlamixtlahuacan es una localidad del estado mexicano de Guerrero. Es parte del municipio de Chilapa de Álvarez.

## Toponimia
El nombre «Tlamixtlahuacan» proviene de los términos en náhuatl: tlaminqui, cazador o arquero; ixtlahuatl, llanura o valle; can, lugar. Su significado es «llanura de los cazadores» o «llanura para la caza».

## Demografía
| Gráfica de evolución demográfica |
|                                  |

| Censo | Población |
| ----- | --------- |
| 1900  | 818       |
| 1910  | 744       |
| 1921  | 778       |
| 1930  | 942       |
| 1940  | 1 129     |
| 1950  | 1 487     |
| 1960  | 1 397     |
| 1970  | 1 909     |
| 1980  | 2 312     |
| 1990  | 2 380     |
| 2000  | 2 431     |
| 2010  | 3 031     |
| 2020  | 3 207     |